# Хадія Давлетшина
Хадія Давлетшина, справжнє ім'я: Давлетшина Хадія Лутфулловна (башк. Дәүләтшина Һәҙиә Лотфулла ҡыҙы; 5 березня 1905, село Хасаново, Самарська губернія, Російська імперія — 5 грудня 1954, Бірськ, Башкирська АРСР, СРСР) — башкирська письменниця, поет та драматург.

## Біографія
Хадія Давлетшина народилася 5 березня 1905 року у селі Хасаново Пугачовського повіту Самарської губернії, у бідній родині селян. З 1920 року працювала вчителем у селі Денгізбаєво і навчалася у татарсько-башкирському технікумі в Самарі. В 1932 році вступила до Московського інституту з підготовки редакторів. З 1935 по 1937 роки Хадія навчалася у Башкирському державному університеті.
В 1933 році вона працювала літературним співробітником газети Баймакського району БАРСР (разом зі своїм чоловіком, башкирським письменником Губаєм Давлетшиним, який пізніше став народним комісаром освіти БАРСР). З 1937 по 1942 рік перебувала в ув'язненні. Після того і до самої смерті жила у вигнанні у місті Бірськ.
Хадія Давлетшина померла 5 грудня 1954 року.
1967 року її було посмертно нагороджено премією імені Салавата Юлаєва за роман «Іргіз» (башк. Ырғыҙ).